# اغبرت شاورمان
اغبرت شاورمان (بالهولندية: Egbert Schuurman)‏ هو فيلسوف ومهندس مدني وسياسي هولندي، ولد في 23 يوليو 1937 في نيو-باونن في هولندا. حزبياً، نشط في الاتحاد المسيحي. وقد انتخب عضو مجلس الشيوخ في هولندا.

## وصلات خارجية
- الموقع الرسمي